# Niżnie Harnaskie Oko
Niżnie Harnaskie Oko (słow. Prostredné Sesterské pleso) – staw w Dolinie Staroleśnej w słowackich Tatrach Wysokich, należący do grupy pięciu Harnaskich Stawów i wraz z nimi do jeszcze szerszej grupy Staroleśnych Stawów. Jest jednym z Harnaskich Ok, drugim jest położone bardziej na zachód Wyżnie Harnaskie Oko (Malé Zbojnícke pleso).
Niżnie Harnaskie Oko położone jest pomiędzy Pośrednim a Niżnim Harnaskim Stawem, na wysokości ok. 1958 m. Razem z tymi dwoma stawami tworzy grupę, którą Słowacy nazywają Sesterské plesá („Siostrzane Stawy”).
Staw nie został do tej pory dokładnie zmierzony.
Nazwa Harnaskich Stawów i Harnaskich Ok nawiązuje do sąsiednich Zbójnickich Stawów i pochodzi od słowa harnaś, oznaczającego wodza zbójników.

## Szlaki turystyczne
Czasy przejścia podane na podstawie mapy.
  – żółty szlak jednokierunkowy prowadzący ze Schroniska Téryego przez Czerwoną Ławkę m.in. tuż obok Niżniego Harnaskiego Oka do Schroniska Zbójnickiego.
- Czas przejścia ze Schroniska Téryego na przełęcz: 1:30 h
- Czas przejścia z przełęczy do Schroniska Zbójnickiego: 1:45 h